# Piazza dell'Obelisco
Piazza dell'Obelisco è la principale piazza di Tagliacozzo (AQ), in Abruzzo.

## Storia e descrizione

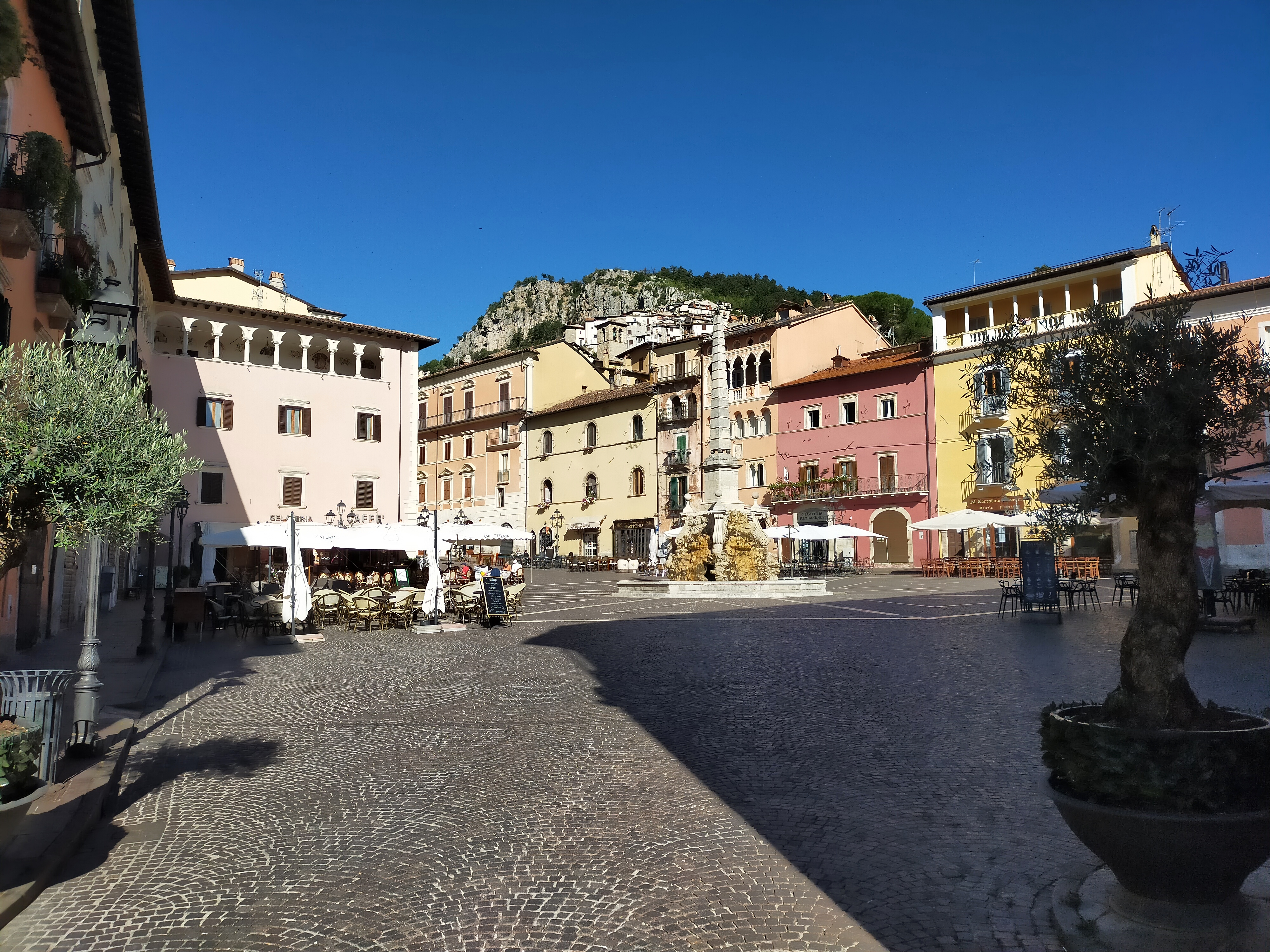
La piazza vista dall'accesso principale

La piazza più importante di Tagliacozzo fu realizzata presumibilmente nel corso della seconda metà del Quattrocento in un periodo di crescita demografica, culturale e socio-economica. La cittadina, capoluogo della contea medievale e del successivo ducato dei Marsi, nonché dichiarata porto franco, fu dotata di uno spazio ampio posto come accesso principale al centro storico, ideato e utilizzato originariamente per una piazza capace di ospitare i mercati e la fiera appena istituita. Denominata inizialmente "piazza da' Piedi" ha subito nel corso del tempo notevoli cambiamenti come la chiusura dei portici che circondavano gli edifici perimetrali voluta nel 1810 da Gioacchino Murat, l'ampliamento dello spazio centrale e in profondità e il livellamento del piano di calpestio. Il cosiddetto "pilozzo", una seduta in pietra, era riservato fin dai tempi antichi agli insolventi che attraverso la gogna venivano dichiarati pubblicamente falliti ed economicamente inaffidabili. Tra il 1823 e il 1825 iniziarono e si conclusero i lavori di realizzazione della fontana monumentale di forma ottagonale. Successivamente fu realizzata per volontà del nobile tagliacozzano Alessandro Mastroddi, già sottintendente di Avezzano, la pavimentazione in selciato con i sampietrini in porfido.
Nel periodo del brigantaggio postunitario, nella notte tra il 7 e l'8 dicembre 1861, il generale catalano filoborbonico José Borjes venne catturato nel Casale Mastroddi, nei pressi del vicino paese di Castelvecchio di Sante Marie, dopo un conflitto a fuoco. Venne fucilato assieme ai suoi militari senza alcun processo l'8 dicembre in questo luogo.
La piazza, contigua alla più contenuta piazza Argoli, è circondata da diversi edifici di pregio come i palazzi Mastroddi, Mancini-Argoli, Gattinara, Fallace, Valentini. In posizione più defilata si trovano la porta dei Marsi e la chiesa della Misericordia, dedicata a san Giovanni Decollato.
Definita dallo storico e critico d'arte Federico Zeri una delle piazze più belle d'Italia, è divenuta a cominciare dalla seconda metà del XX secolo una delle location più suggestive per eventi di carattere nazionale e internazionale come il festival di Mezza Estate.

### La fontana dell'Obelisco
La fontana monumentale in stile tardo-barocco fu realizzata a cominciare dal 1823 e inaugurata nel 1825 in onore di sant'Antonio di Padova, patrono del comune di Tagliacozzo.
Si caratterizza per l'obelisco, costituito da 16 bugne e sormontato da un giglio e una croce in ferro, collocato al centro della vasca ottagonale e sorretto da una roccia scolpita a scoglio. La fontana è impreziosita da elementi di quattro conchiglie zampillanti, volute e sfere ornamentali in pietra e sfere di sostegno in ferro.